# Ursula Myrén
Ursula Elizabeth Myrén (ur. 30 stycznia 1966 w Hägersten) – szwedzka judoczka. Dwukrotna olimpijka. Zajęła dziewiąte miejsce w Barcelonie 1992 i dwudzieste miejsce w Atlancie 1996. Walczyła w wadze lekkiej.
Uczestniczka mistrzostw świata w 1989, 1991, 1993 i 1995. Startowała w Pucharze Świata w latach 1990-1993, 1995 i 1996. Brązowa medalistka mistrzostw Europy w 1994 i siódma w 1990 roku.

## Letnie Igrzyska Olimpijskie 1992
| Konkurencja | Eliminacje           | Eliminacje               | Repasaże                | Klas. końcowa |
| Konkurencja | Przeciwnik I         | 1/8                      | Przeciwnik I            | Miejsce       |
| ----------- | -------------------- | ------------------------ | ----------------------- | ------------- |
| 56 kg       | Jin Xianglan (CHN) Z | Driulis González (CUB) P | Maria Gontowicz (POL) P | 9.            |

## Letnie Igrzyska Olimpijskie 1996
| Konkurencja | Eliminacje               | Klas. końcowa |
| Konkurencja | Przeciwnik I             | Miejsce       |
| ----------- | ------------------------ | ------------- |
| 56 kg       | Noriko Mizoguchi (JPN) P | 20.           |